# Wasted Time (Fuel)
Wasted Time è un singolo del gruppo musicale statunitense Fuel, pubblicato il 19 luglio 2007 come primo estratto dal quarto album in studio Angels & Devils.

## Video musicale
Il videoclip mostra il gruppo suonare in concerto in un deserto.